# Detective Laura Diamond/Episodenliste
Diese Episodenliste enthält alle Episoden der US-amerikanischen Comedy-Dramaserie Detective Laura Diamond, sortiert nach der US-amerikanischen Erstausstrahlung. Zwischen 2014 und 2016 entstanden in zwei Staffeln insgesamt 38 Episoden mit einer Länge von jeweils etwa 42 Minuten.

## Übersicht
| Staffel | Episodenanzahl | Erstausstrahlung USA | Erstausstrahlung USA | Deutschsprachige Erstausstrahlung | Deutschsprachige Erstausstrahlung |
| Staffel | Episodenanzahl | Staffelpremiere      | Staffelfinale        | Staffelpremiere                   | Staffelfinale                     |
| ------- | -------------- | -------------------- | -------------------- | --------------------------------- | --------------------------------- |
| 1       | 22             | 17. September 2014   | 20. Mai 2015         | 27. Januar 2015                   | 6. Juli 2015                      |
| 2       | 16             | 23. September 2015   | 2. März 2016         | 26. Januar 2016                   | 30. Mai 2016                      |

## Staffel 1
Die Erstausstrahlung der ersten Staffel war vom 17. September 2014 bis zum 20. Mai 2015 auf dem US-amerikanischen Sender NBC zu sehen. Die deutschsprachige Erstausstrahlung der ersten 14 Folgen sendete der deutsche Pay-TV-Sender Sat.1 emotions vom 27. Januar bis zum 21. April 2015. Die restlichen Folgen sendete der deutsche Free-TV-Sender Sat.1 vom 11. Mai bis zum 6. Juli 2015.
| Nr. (ges.) | Nr. (St.) | Deutscher Titel                     | Originaltitel                             | Erstausstrahlung USA | Deutschsprachige Erstausstrahlung (D) | Regie             | Drehbuch                                   | Zuschauer (USA) | Zuschauer (D: Sat.1) |
| ---------- | --------- | ----------------------------------- | ----------------------------------------- | -------------------- | ------------------------------------- | ----------------- | ------------------------------------------ | --------------- | -------------------- |
| 1          | 1         | Laura und die bösen Jungs           | Pilot                                     | 17. Sep. 2014        | 27. Jan. 2015                         | McG               | Jeff Rake                                  | 10,19 Mio.      | 2,96 Mio.            |
| 2          | 2         | Laura und das tödliche Date         | The Mystery of the Dead Date              | 24. Sep. 2014        | 27. Jan. 2015                         | McG               | Jeff Rake                                  | 10,01 Mio.      | 2,96 Mio.            |
| 3          | 3         | Laura und die Biker-Bar             | The Mystery of the Biker Bar              | 1. Okt. 2014         | 3. Feb. 2015                          | Millicent Shelton | Amanda Green & Blair Singer                | 8,98 Mio.       | 2,58 Mio.            |
| 4          | 4         | Laura und der Sexskandal            | The Mystery of the Sex Scandal            | 8. Okt. 2014         | 10. Feb. 2015                         | Bronwen Hughes    | Margaret Easley & Laura Putney             | 8,77 Mio.       | 2,23 Mio.            |
| 5          | 5         | Laura und der letzte Mieter         | The Mystery of the Terminal Tenant        | 15. Okt. 2014        | 17. Feb. 2015                         | Vince Misiano     | Jeff Rake & Amanda Green                   | 8,67 Mio.       | 2,50 Mio.            |
| 6          | 6         | Laura und der Laufsteg              | The Mystery of the Red Runway             | 22. Okt. 2014        | 24. Feb. 2015                         | Michael Lange     | Jeffrey Lippman & Rick Marin               | 8,25 Mio.       | 2,55 Mio.            |
| 7          | 7         | Laura und das trügerische Kunstwerk | The Mystery of the Art Ace                | 29. Okt. 2014        | 3. März 2015                          | Jace Alexander    | Rick Marin & Jeffery Lippman               | 7,49 Mio.       | 2,28 Mio.            |
| 8          | 8         | Laura und das Wundermittel          | The Mystery of the Mobile Murder          | 5. Nov. 2014         | 10. März 2015                         | Michael Schultz   | Bill Chais & Diarra Kilpatrick             | 7,87 Mio.       | 2,04 Mio.            |
| 9          | 9         | Laura und das neue Kindermädchen    | The Mystery of the Dysfunctional Dynasty  | 19. Nov. 2014        | 17. März 2015                         | Michael Fields    | Bill Chais & Beth Armogida                 | 8,61 Mio.       | 2,24 Mio.            |
| 10         | 10        | Laura und Beautiful Becky           | The Mystery of the Fertility Fatality     | 10. Dez. 2014        | 24. März 2015                         | Mike Listo        | Margaret Easley & Laura Putney             | 8,09 Mio.       | 2,56 Mio.            |
| 11         | 11        | Laura und die Tiefkühlleiche        | The Mystery of the Frozen Foodie          | 7. Jan. 2015         | 31. März 2015                         | Cherie Nowlan     | Jeffrey Lippman & Beth Armogida            | 6,81 Mio.       | 2,08 Mio.            |
| 12         | 12        | Laura und der Brandstifter          | The Mystery of the Fateful Fire           | 14. Jan. 2015        | 7. Apr. 2015                          | Randy Zisk        | Amanda Green & Diarra Kilpatrick           | 6,13 Mio.       | 1,98 Mio.            |
| 13         | 13        | Laura und die Musterschüler         | The Mystery of the Deemed Dealer          | 4. Feb. 2015         | 14. Apr. 2015                         | Bethany Rooney    | Jeff Rake & Blair Singer                   | 6,37 Mio.       | 2,15 Mio.            |
| 14         | 14        | Laura und der Fight Club            | The Mystery of the Popped Pugilist        | 11. Feb. 2015        | 21. Apr. 2015                         | Norman Buckley    | Bill Chais & Rick Marin                    | 5,82 Mio.       | 1,90 Mio.            |
| 15         | 15        | Laura und die Leiche im Park        | The Mystery of the Alluring Au Pair       | 18. Feb. 2015        | 11. Mai 2015                          | Cherie Nowlan     | Laura Putney & Margaret Easley             | 5,85 Mio.       | 2,25 Mio.            |
| 16         | 16        | Laura und der verdächtige Ex        | The Mystery of the Exsanguinated Ex       | 25. Feb. 2015        | 18. Mai 2015                          | Randy Zisk        | Amanda Green & Jason Ning                  | 7,63 Mio.       | 2,08 Mio.            |
| 17         | 17        | Laura und das Start-Up              | The Mystery of the Intoxicated Intern     | 25. März 2015        | 1. Juni 2015                          | Vince Misiano     | Jeffrey Lippman & Diarra Kilpatrick        | 6,42 Mio.       | 1,66 Mio.            |
| 18         | 18        | Laura und der tote Seemann          | The Mystery of the Sunken Sailor          | 1. Apr. 2015         | 8. Juni 2015                          | Michael Schultz   | Rick Marin & Beth Armogida                 | 6,19 Mio.       | 1,96 Mio.            |
| 19         | 19        | Laura und die persönliche Krise     | The Mystery of the Dodgy Draft            | 22. Apr. 2015        | 15. Juni 2015                         | Vince Misiano     | Bill Chais Idee: Bill Chais & Blair Singer | 6,41 Mio.       | 2,2 Mio.             |
| 20         | 20        | Laura und der Juwelenraub           | The Mystery of the Crooked Clubber        | 6. Mai 2015          | 22. Juni 2015                         | Tricia Brock      | Amanda Green & Jacob Copithorne            | 6,04 Mio.       | 2,13 Mio.            |
| 21         | 21        | Laura und der ahnungslose Detektiv  | The Mystery of the Deceased Documentarian | 13. Mai 2015         | 29. Juni 2015                         | Mel Damski        | Laura Putney & Margaret Easley             | 6,17 Mio.       | 1,80 Mio.            |
| 22         | 22        | Laura und die High-Tech-Waffe       | The Mystery of the Corner Store Crossfire | 20. Mai 2015         | 6. Juli 2015                          | Bethany Rooney    | Jeff Rake                                  | 7,05 Mio.       | 1,81 Mio.            |

## Staffel 2
Die Erstausstrahlung der zweiten Staffel war vom 23. September 2015 bis zum 2. März 2016 auf dem US-amerikanischen Sender NBC zu sehen. Die deutschsprachige Erstausstrahlung sendet der deutsche Pay-TV-Sender Sat.1 emotions seit dem 26. Januar 2016.
| Nr. (ges.) | Nr. (St.) | Deutscher Titel                       | Originaltitel                           | Erstausstrahlung USA | Deutschsprachige Erstausstrahlung (D) | Regie           | Drehbuch                         | Zuschauer (USA) |
| ---------- | --------- | ------------------------------------- | --------------------------------------- | -------------------- | ------------------------------------- | --------------- | -------------------------------- | --------------- |
| 23         | 1         | Laura und das Familiengeheimnis       | The Mystery of the Taken Boy            | 23. Sep. 2015        | 26. Jan. 2016                         | Michael Smith   | Jeff Rake & Amanda Green         | 7,11 Mio.       |
| 24         | 2         | Laura und das Mittel gegen Einsamkeit | The Mystery of the Cure to Loneliness   | 30. Sep. 2015        | 2. Feb. 2016                          | Michael Schultz | Marc Dube & Dean Lopata          | 7,36 Mio.       |
| 25         | 3         | Laura und der mysteriöse Besucher     | The Mystery of the Locked Box           | 7. Okt. 2015         | 9. Feb. 2016                          | Bethany Rooney  | Laura Putney & Margaret Easley   | 7,20 Mio.       |
| 26         | 4         | Laura und der ungelöste Fall          | The Mystery of the Convict Mentor       | 14. Okt. 2015        | 16. Feb. 2016                         | Cherie Nowlan   | Jeff Rake & Niceole R. Levy      | 6,92 Mio.       |
| 27         | 5         | Laura und die Familiengruft           | The Mystery of the Watery Grave         | 21. Okt. 2015        | 23. Feb. 2016                         | Guy Norman Bee  | Amanda Green & Nikhil S. Jayaram | 6,81 Mio.       |
| 28         | 6         | Laura und der Hitzetod                | The Mystery of the Dead Heat            | 28. Okt. 2015        | 1. März 2016                          | Norman Buckley  | Marc Dube & Kyle Warren          | 6,35 Mio.       |
| 29         | 7         | Laura und die Schmuggler              | The Mystery of the Maternal Instinct    | 4. Nov. 2015         | 8. März 2016                          | Michael Schultz | Dean Lopata & Niceole R. Levy    | 7,00 Mio.       |
| 30         | 8         | Laura und der unsichtbare Hacker      | The Mystery of the Ghost in the Machine | 18. Nov. 2015        | 15. März 2016                         | Norman Buckley  | Jeff Rake & Nikhil S. Jayaram    | 7,41 Mio.       |
| 31         | 9         | Laura und die Dreierbeziehung         | The Mystery of the Triple Threat        | 6. Jan. 2016         | 19. Apr. 2016                         | Bethany Rooney  | Laura Putney & Margaret Easley   | 6,84 Mio.       |
| 32         | 10        | Laura und der Duft von Lavendel       | The Mystery of the Downward Spiral      | 13. Jan. 2016        | 26. Apr. 2016                         | Cherie Nowlan   | Amanda Green & Kyle Warren       | 7,53 Mio.       |
| 33         | 11        | Laura und der unerwünschte Hausgast   | The Mystery of the Unwelcome Houseguest | 20. Jan. 2016        | 3. Mai 2016                           | Michael Smith   | Marc Dube & Niceole R. Levy      | 7,00 Mio.       |
| 34         | 12        | Laura und der Fremde im Zug           | The Mystery of the Morning Jog          | 3. Feb. 2016         | 10. Mai 2016                          | Peter Werner    | Dean Lopata & Nikhil S. Jayaram  | 6,85 Mio.       |
| 35         | 13        | Laura und der Serienmörder            | The Mystery of the Dark Heart           | 10. Feb. 2016        | 17. Mai 2016                          | David Warren    | Amanda Green & Niceole R. Levy   | 6,93 Mio.       |
| 36         | 14        | Laura und der Attentatsversuch        | The Mystery of the Political Operation  | 17. Feb. 2016        | 23. Mai 2016                          | Jim Nickas      | Laura Putney & Margaret Easley   | 6,33 Mio.       |
| 37         | 15        | Laura und der geheimnisvolle Anruf    | The Mystery of the Unknown Caller       | 24. Feb. 2016        | 30. Mai 2016                          | Norman Buckley  | Jeff Rake & Dean Lopata          | 6,52 Mio.       |
| 38         | 16        | Laura und die Lebensversicherung      | The Mystery of the End of Watch         | 2. März 2016         | 30. Mai 2016                          | Michael Smith   | Jeff Rake & Kyle Warren          | 7,43 Mio.       |